# Drysdalia coronoides
Pour les articles homonymes, voir Alecto labialis.
Espèce
Synonymes
- Hoplocephalus coronoides Günther, 1858
- Alecto labialis Jan & Sordelli, 1873
- Denisonia nigra De Vis, 1905

Drysdalia coronoides est une espèce de serpents de la famille des Elapidae.

## Répartition
Cette espèce est endémique d'Australie. Elle se rencontre en Nouvelle-Galles du Sud, au Victoria, en Australie-Méridionale et en Tasmanie,

## Publication originale
- Günther, 1858 : Catalogue of Colubrine Snakes in the Collection of the British Museum, London, p. 1-281 (texte intégral).